# Oikos (begrip)
Een oikos, meervoud oikoi (Oudgrieks: οἶκος, meervoud: οἶκοι) is het Oudgriekse equivalent van onder meer huis, familie, gezin, huishouden (cf. economie) en landgoed. De oikos was de hoeksteen van de samenleving tijdens de klassieke periode. Het werd vaak gesteld tegenover de polis aangezien deze op een aantal vlakken tegengestelde belangen had.
Het is niet alleen een begrip uit de oudheid, maar wordt tegenwoordig ook gebruikt om een samenleving aan te duiden op grond van het type economie. 

## Griekenland
De term oikos is vooral bekend uit literatuur uit Athene, waardoor het niet goed duidelijk is in hoeverre het begrip voor heel Griekenland gold. Als  sociale eenheid bestond de oikos uit de inwoners van een huis. Dit waren man en vrouw met hun kinderen, maar eventueel ook grootouders en vrouwelijke familieleden. Vrienden die langere tijd logeerden en concubines van het gezinshoofd konden ook deel uitmaken van een oikos. Samenstellingen van de oikos konden veranderen, maar de basis bestond uit de man en vrouw. De man was hierbij als kurios, hoofd van het gezin, de schakel met de polis waar slechts mannelijke vrije burgers lid van konden zijn.
In een breder begrip werd met oikos het bezit van een man bedoeld. Dit kon dan ook buiten het fysieke huis of oikia liggen. Volgens Aristoteles was de oikos autarkisch met een despotische heerser. Hij zag geen voordelen in het uitwisselen van goederen.

### Polisenoikos
Het verband tussen de politieke staat en het publiek komt tot uiting in de Griekse begrippen polis en oikos, maar ook in het res publica en res privata, de publieke zaak en het privé-eigendom van de Romeinse Republiek. Waar eerder de oikos werd gezien als onderdeel van de polis, zag Aristoteles in Politika vooral een tegenstelling tussen deze twee. Dit onderscheid werd door tijdgenoten van Aristoteles echter niet zo scherp gemaakt. Volgens Oeconomica is de oikos een monarchie, terwijl de polis bestaat uit vele heersers, waarbij er in de polis geen onderscheid is tussen heersers en onderdanen.

## Oikos-controverse
De term oikos is vanaf de negentiende eeuw gebruikt in een wisselende context, maar vooral in het kader van de staat. Rodbertus zag naar voorbeeld van Aristoteles de gehele economie tijdens de oudheid als een oikos-economie en ook Bücher zag de oikos als de basis van de economie van die tijd. Productie vond plaats binnen de oikos, uitgevoerd door slaven, waarbij de nadruk lag op zelfvoorziening en handel een zeer kleine rol speelde. De oikos-economie was hierbij een eerste primitieve stap in een evolutionair proces richting kapitalisme. Beide economen werden weersproken door historici onder leiding van Meyer die een cyclisch beeld zagen waarbij de opkomst van het klassieke Athene als ontwikkelde markteconomie en ook Rome vergeleken kon worden met die van moderne Europese staten. 
Voor Weber, zowel historicus als econoom, stond tussen beide partijen in de oikos-controverse. Hij beslechtte de zaak door aan te geven waar beide partijen gelijk hadden. De historici hadden in zoverre gelijk dat er in de oudheid een cyclische opkomst en neergang was waar te nemen, maar vergeleken met het moderne kapitalisme was dit slechts een primitieve eerste fase. De economen hadden dus gelijk in de zin dat er een lineaire ontwikkeling was waar te nemen en er verschillen waren tussen de feodale en kapitalistische fases van de oudheid en die van de Middeleeuwen en de moderne tijd.

## Weber
Weber verfijnde zo de definitie die Rodbertus eerder had gebruikt. Volgens zijn tegenwoordig in de sociologie gebruikelijke definitie is de oikos:
1. een autoritair huishouden;
2. gericht op behoeftebevrediging van de heer, niet op kapitalistische verwerving, ook al is er een marktgerelateerde onderneming aan verbonden;
3. in zijn meest pure vorm autarkisch. Verdeling van arbeid en specialisatie en daarmee de mogelijkheden tot handel blijven daarmee beperkt.

De oikos is hierbij niet beperkt tot het huishouden van een enkel gezin. Zo was de klassieke stadstaat zelf in grote mate autarkisch en waren zelfs bepaalde rijken te beschouwen als oikos. Zo vormde Diocletianus het Romeinse Rijk om tot een enorme bureaucratie waarbij de behoefte tot uitwisseling minimaal was en in de meeste behoeftes werd voorzien door de staat.

## Andere betekenissen
Van het woord oikos zijn de woorden economie en ecologie afgeleid. Economie: oikos (οἶκος), huishouding of omgeving en nomos (νόμος, regel), letterlijk dus huishoudkunde. Ecologie: oikos (οἶκος), huishouding of omgeving en logos (λόγος, studie, leer), letterlijk dus omgevingsleer. Zo is er een vooraanstaand ecologisch tijdschrift met de naam 'Oikos'. De term Oikos is in de 20e en 21e eeuw tevens gebruikt in politieke en ideologische zin: in groene en kerkelijke kring in verband met gewenste sociaal-ecologische verandering (de denktank sociaal-ecologische verandering Oikos) en mondiale solidariteit (het Oecumenisch Instituut voor Kerk en Ontwikkelingssamenwerking Oikos), maar in rechts-conservatieve en rechts-populistische kringen om met de term oikofobie de afkeer van verandering en mondiale betrokkenheid aan te geven.